# Jazz Richards
Ashley Darel Jazz Richards (Swansea, 1991. április 12. –) walesi válogatott labdarúgó, aki jelenleg a walesi Haverfordwest County hátvédje.

## Sikerei, díjai
- Swansea City
  - Angol ligakupa: 2012–13